# Fresles
Fresles település Franciaországban, Seine-Maritime megyében. Lakosainak száma 229 fő (2022. január 1.). Fresles Bully, Bures-en-Bray, Mesnières-en-Bray, Mesnil-Follemprise, Pommeréval és Saint-Martin-l’Hortier községekkel határos.

## Népesség
A település népességének változása:
| Lakosok száma | 239  | 233  | 236  | 238  | 238  | 237  | 237  | 229  |
|               | 2013 | 2015 | 2017 | 2018 | 2019 | 2020 | 2021 | 2022 |